# Trichohoplorana mutica
Trichohoplorana mutica är en skalbaggsart som beskrevs av Holzschuh 1990. Trichohoplorana mutica ingår i släktet Trichohoplorana och familjen långhorningar.
Artens utbredningsområde är Nepal. Inga underarter finns listade i Catalogue of Life.